# 金巴赫河 (金薩赫河支流)
48°58′55″N 12°38′24″E / 48.982074°N 12.63998°E

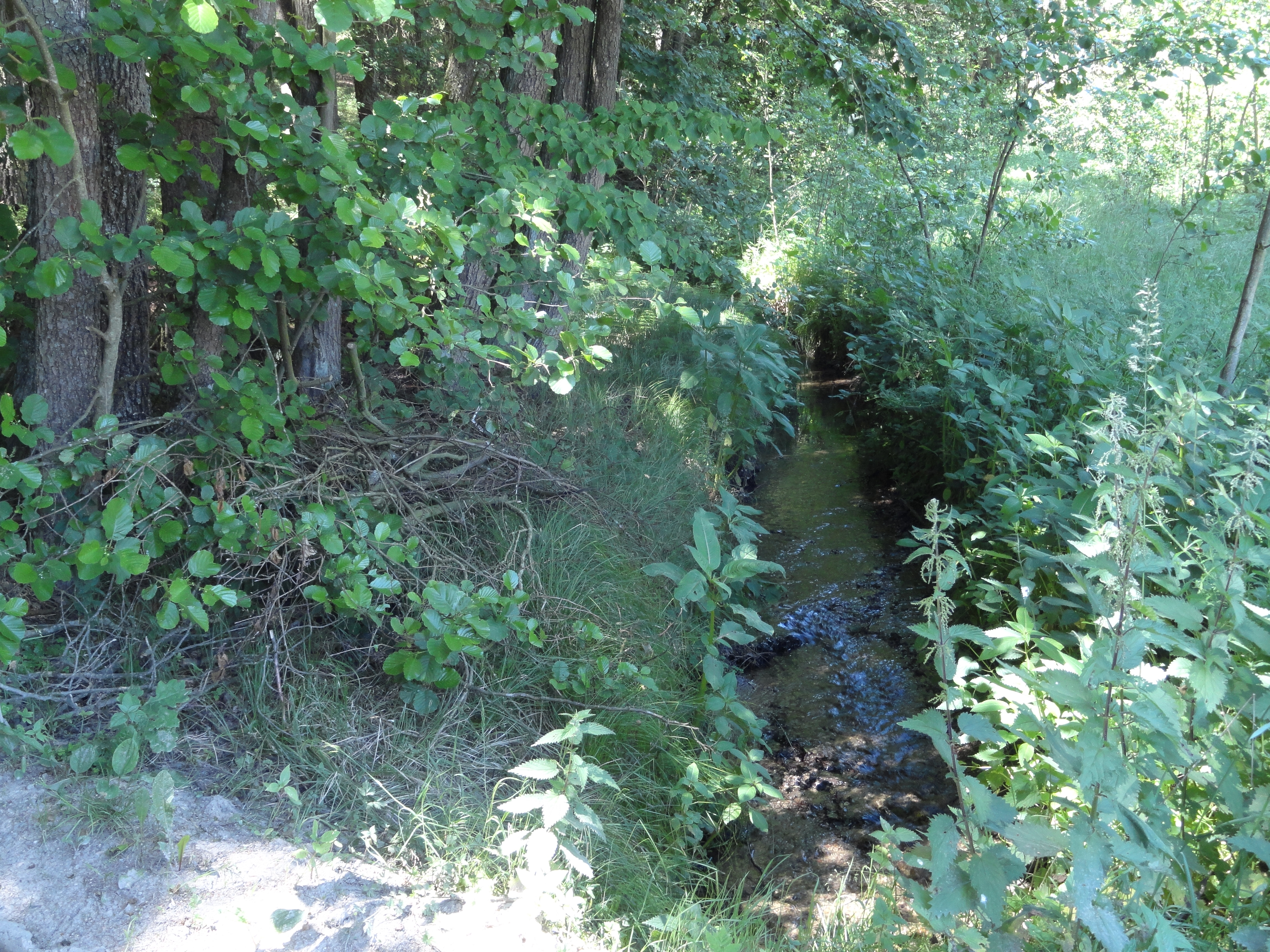

金巴赫河（德語：Kienbach），是德國的河流，位於該國東南部，由巴伐利亞負責管轄，屬於金薩赫河的右支流，河道全長4.5公里，流域面積3.3平方公里，發源自法爾肯費爾斯。